# 西歌站

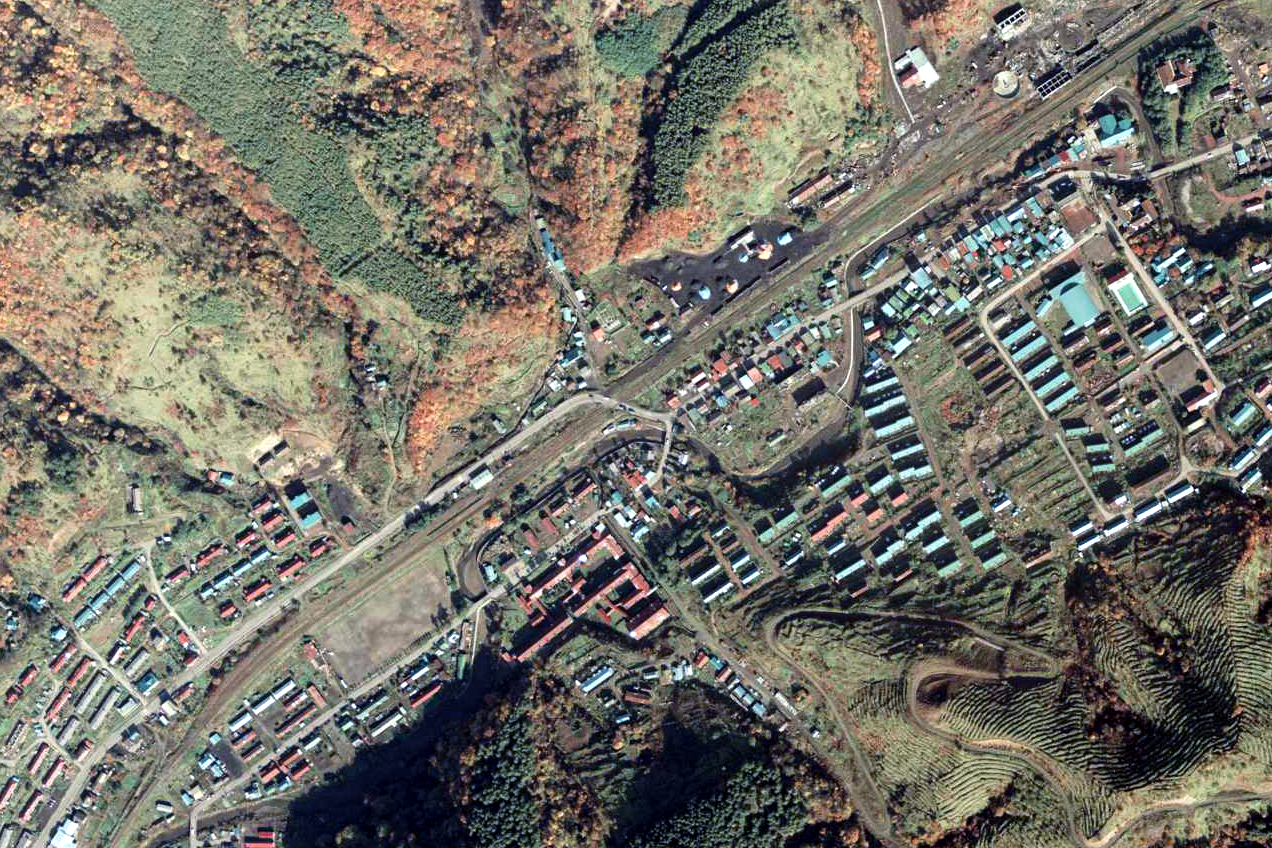
1976年的西歌站與方圓500米×750米範圍。左下方是砂川方向。中央偏左有一座藍色屋頂物體，該建築物為車站大樓。右上方還有住友歌志內煤礦的料斗遺蹟。三井文珠煤礦的選煤機和料斗位於左邊堆場處。在南邊設有文珠煤礦專用線，於左下方彎位設有路軌分支，在右邊可看見起卸設備。

西歌站（日语：／ Nishiuta eki */?）是位於北海道歌志內市字文珠，北海道旅客鐵道（JR北海道）的歌志內線車站（廢站）。隨著歌志內線全線廢線，車站在1988年（昭和63年）4月25日廢除。

## 歷史
在1908年（明治41年）12月，車站還未開設的時候，當地設有住友石炭礦業赤平礦業所歌志內礦（以下簡稱：住友歌志內煤礦）的前身，中村煤礦的分支線，連接儲煤場。後來煤礦經過轉手後，在1928年（昭和3年）12月起由住友經營。分支線車站由神威站管理，分支點距離神威站約1.5公里處。在1960年（昭和35年）引入柴油列車後，為了方便當地居民和運送煤炭，當地市負擔部分土地和建設費用，開設了此站。住友歌志內煤礦分支線改由此站管轄。在1971年（昭和46年）9月，煤礦場關閉前還有處理石炭貨物。
- 1961年（昭和36年）2月10日 - 文珠站至神威站之間開設此站，當時為一般車站[7]。住友歌志內炭礦專用線的管理由神威站變為此站（當初貨物營業範團，只限專用線到發的車載貨物[7]）。
- 1972年（昭和47年）3月15日 - 結束處理貨物[7]。
- 1979年（昭和54年）6月15日 - 結束處理行李[7]，同時成為無人車站（簡易委託化）[8]。
- 1986年（昭和61年）11月 - 停止發售車票，完全成為無人車站。
- 1987年（昭和62年）4月1日 - 伴隨國鐵分割民營化，車站由北海道旅客鐵道（JR北海道）營運[7]。
- 1988年（昭和63年）4月25日 - 歌志內線全線廢除，此站也廢除[7]。

### 站名的由來
車站名稱取自車站位於歌志內的西方而得名。

## 車站構造
截至車站廢除前，此站是地面車站，設有1面1線的單式月台。此站是無人車站。

## 現況
車站遺址在2021年（令和3年）7月由歌志內市社區建設協力隊員提案下，設置當時模樣的站名牌。

## 車站周邊
- 北海道道114號赤平奈井江線（日语：北海道道114号赤平奈井江線）
- 道之驛歌志內蒂羅爾之湯（日语：道の駅うたしないチロルの湯）
- 北海道中央巴士（日语：北海道中央バス）「西歌」巴士站

## 相鄰車站
北海道旅客鐵道
歌志內線
文珠－西歌－神威

## 注腳
1. ↑  新歌志内市史 平成6年發行，P1426。
2. ↑  昭和32年版全國專用線一覧
3. ↑  昭和3年版線路一覧略圖，昭和5年版全國專用線一覧等。
4. ↑  新歌志内市史 P1083-1084。
5. ↑  昭和39年版全國專用線一覧。
6. ↑  新歌志内市史 P1413。
7. 1 2 3 4 5 6  《停車場変遷大事典 国鉄・JR編 II》1998年10月 JTB編集、發行。
8. ↑  新歌志內市史 P1084。
9. ↑   第1版. 札幌市: 日本国有鉄道北海道総局. 1973-3-25: 63. ASIN B000J9RBUY （日语）.
10. ↑  . 北海道新聞. 2021-08-03 （日语）.